# Военно-инженерный институт радиоэлектроники и связи Министерства обороны Республики Казахстан
Военно-инженерный институт радиоэлектроники и связи МО РК (ВИИРЭиС) — высшее учебное заведение в системе образования Министерства обороны Республики Казахстан. Специализируется на подготовке квалифицированного командного состава для частей связи, зенитных ракетных и радиотехнических войск, кроме того выпускает специалистов по защите информации, а также РЭР и РЭБ ВС РК.

## История
Образован на базе Военного факультета при Академии гражданской авиации на основании Постановления Правительства Республики Казахстан № 1330 от 15 октября 2001 года и Директивы Министра обороны Республики Казахстан № 1/29/1/068 от 20 февраля 2002 года. В сентябре 2002 года институт получил своё боевое знамя.

## Обучение

#### Список образовательных программ[2]
- 6В12106 Радиотехника и инжиниринг в военном деле.
- 6В12107 Радиоэлектроника и инжиниринг в военном деле.
- 6В12108 Автоматизация и инфокоммуникационные технологии в военном деле.
- 6В12112 Системы информационной безопасности в военном деле.
- 6В12128 Эксплуатация, организация и осуществление военного строительства, эксплуатация зданий и сооружений.
- 6В12130 Дирижирование в военном деле.
- 6В12125 Журналистика и связь с общественностью в военном деле.

Кафедры
- Кафедра социально-гуманитарных дисциплин
- Кафедра специальных дисциплин
- Кафедра войсковой противовоздушной обороны
- Кафедра связи
- Кафедра радиоэлектронной борьбы и радиоэлектронной разведки
- Кафедра физической подготовки
- Кафедра основ военной радиотехники и электроники
- Кафедра общевоенных дисциплин
- Кафедра защиты информации
- Кафедра тактики
- Кафедра естественно-научных дисциплин
- Кафедра иностранных языков
- Кафедра зенитных ракетных войск
- Кафедра информационных коммуникационных технологий
- Кафедра радиотехнических войск
- Кафедра государственного языка